# Krzysztof Gibasiewicz
Krzysztof Gibasiewicz – polski fizyk, doktor habilitowany nauk fizycznych, specjalizuje się w biofizyce, nauczyciel akademicki Uniwersytetu im. Adama Mickiewicza w Poznaniu.

## Życiorys
Studia z fizyki ukończył w 1993 na Wydziale Fizyki UAM. W 1998 otrzymał stopień doktorski na podstawie pracy pt. Transport elektronów w centrach reakcji układów fotosyntetycznych w ich trzech stanach oksydo-redukcyjnych (promotorem był Andrzej Dobek). Habilitował się w 2008. Pracuje jako adiunkt w Zakładzie Biofizyki Molekularnej. Prowadzi zajęcia ze spektroskopii molekularnej, biofizyki fotosyntezy i podstaw spektroskopii. Na macierzystym wydziale pełni funkcję prodziekana. Zagraniczne staże naukowe odbywał na Wolnym Uniwersytecie w Amsterdamie oraz na Arizona State University. 
Zainteresowania badawcze K. Gibasiewicza dotyczą m.in. procesów przetwarzania światła przez układy biologiczne. Swoje prace publikował m.in. w amerykańskim "Journal of Physical Chemistry B" oraz w "Biochimica et Biophysica Acta".